# 9e cérémonie des David di Donatello
La 9e cérémonie des David di Donatello s'est déroulée le 26 juillet 1964. 

## Palmarès
- Meilleur acteur :
  - Marcello Mastroianni pour Hier, aujourd'hui et demain
- Meilleur acteur étranger :
  - Fredric March pour Sept jours en mai ex æquo avec
  - Peter O'Toole pour Lawrence d'Arabie
- Meilleure actrice :
  - Sophia Loren pour Hier, aujourd'hui et demain
- Meilleure actrice étrangère :
  - Shirley MacLaine pour Irma la Douce
- Meilleur réalisateur :
  - Pietro Germi pour Séduite et Abandonnée
- Meilleur producteur :
  - Carlo Ponti pour Hier, aujourd'hui et demain ex æquo avec
  - Franco Cristaldi pour Séduite et Abandonnée et La ragazza
- Meilleur producteur étranger :
  - Sam Spiegel pour Lawrence d'Arabie

- Plaque d'or :
  - Mario Cecchi Gori
  - Catherine Spaak pour L'Ennui et sa diversion, l'érotisme
  - Universal Pictures pour Charade